# Herbert Landau

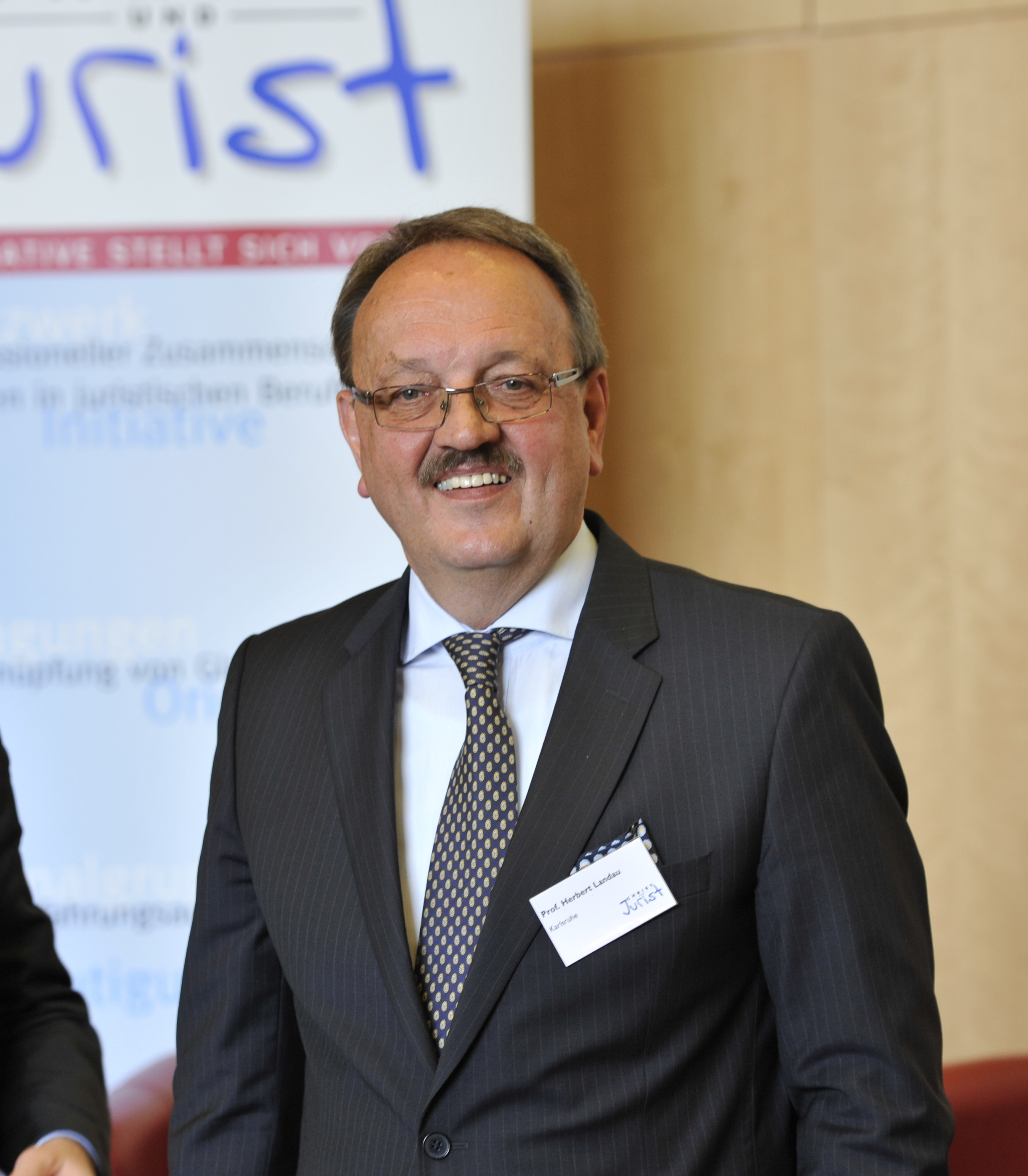
Herbert Landau

Herbert Landau (* 26. April 1948 in Wilnsdorf-Wilgersdorf, Siegerland) ist ehemaliger Richter des Bundesverfassungsgerichts.

## Leben
Nach einer Lehre als Bäcker und Konditor in der Bäckerei seiner Eltern (1966–1969) leistete er bis 1970 seinen Grundwehrdienst. Anschließend studierte er Sozialarbeit an der evangelischen Fachhochschule Bochum (1970–1973), bevor er bis 1976 als Sozialarbeiter in der Jugendarbeit beschäftigt war. Von 1974 bis 1979 studierte er Rechtswissenschaften an der Justus-Liebig-Universität Gießen und war Stipendiat der Konrad-Adenauer-Stiftung. 1979 legte er das erste und 1982 das zweite juristische Staatsexamen ab. Im selben Jahr trat er in den Justizdienst des Landes Hessen ein und wurde 1985 zum Richter auf Lebenszeit ernannt. Jedoch wurde er zunächst ins Bundesjustizministerium, dann zur Verwaltung des Deutschen Bundestages abgeordnet. 1987 wurde er Richter am Amtsgericht Dillenburg, kurz darauf persönlicher Referent des hessischen Justizministers Karl-Heinz Koch. 1988 erfolgte die Bestellung zum Richter am Oberlandesgericht. 1989 und 1990 war er vom hessischen Justizministerium mit der Aufbauhilfe in Thüringen beauftragt.
Von 1991 bis 1996 war er Leitender Oberstaatsanwalt beim Landgericht Limburg, bis er 1996 zum Bundesrichter gewählt wurde. 1996 wurde er Richter im 1. Strafsenat des Bundesgerichtshofes. 1999 erfolgte die Berufung zum Staatssekretär im hessischen Justizministerium.
Am 23. September 2005 wurde Landau vom Bundesrat auf Vorschlagsrecht der CDU/CSU einstimmig zum Richter des Bundesverfassungsgerichts gewählt. Er trat sein Amt zum 1. Oktober 2005 an. Am 20. Juli 2016 schied Landau mit Erreichen der Altersgrenze von 68 Jahren aus dem Zweiten Senat aus. Seine Nachfolgerin wurde Christine Langenfeld.
Seit 2017 ist er in einer Anwaltskanzlei in Siegen tätig und berät in Fragen des Öffentlichen Rechts und des Verfassungsrechts. Des Weiteren betreut er Schlichtungs- und Schiedsgerichtsverfahren sowie Mediationen.
Herbert Landau ist verheiratet, Vater von fünf Kindern und hat seinen Hauptwohnsitz weiterhin in Wilgersdorf.

## Wirken
Seit 2000 war er Lehrbeauftragter an der Universität Marburg. 2006 erfolgte die Ernennung Landaus zum Honorarprofessor an der Philipps-Universität Marburg. In seiner offiziellen Antrittsvorlesung vertrat Landau die Auffassung, dass Strafrechtspflege Teil des Gewaltmonopols des Staates ist und damit gleichzeitig zu seinen Pflichtaufgaben gehört. Er gibt damit dem Topos funktionstüchtige Strafrechtspflege eine in der bisherigen rechtspolitischen Debatte ungewohnte neue Wendung. Der damalige Vizepräsident des Bundesverfassungsgerichts Winfried Hassemer nannte diese zustimmungsfähig. Landau hat zahlreiche Veröffentlichungen unter anderem zum Verfassungs-, Straf- und Beamtenrecht verfasst und ist Mitherausgeber der Neuen Zeitschrift für Strafrecht (NStZ).
Im Oktober 2016 wurde Professor Landau von der Sächsischen Staatsregierung mit der Leitung der Expertenkommission „Polizeiliche Ermittlungsarbeit und Strafvollzug bei terroristischen Selbstmordattentätern am Fall Albakr“ beauftragt. Diese wurde eingesetzt, um den gesamten Vorgang von der Identifizierung über den missglückten Zugriff bis zum Suizid des Terrorverdächtigen Jaber Albakr am 12. Oktober in einer Zelle in der Justizvollzugsanstalt Leipzig aufzuklären. Nach drei Monaten Arbeit, zahlreichen Ortsbesichtigungen und knapp 100 Anhörungen von Menschen aus sehr unterschiedlichen Behörden des Bundes und des Freistaates übergab die vierköpfige Landau-Kommission am 24. Januar 2017 in Dresden ihren vielbeachteten Abschlussbericht an Ministerpräsident Stanislaw Tillich und erläuterte der Öffentlichkeit Ergebnisse und Empfehlungen. In ihrem Bericht beklagt sie eine „Kultur der Unzuständigkeit“ und kritisiert zahlreiche Fehlentscheidungen und Regelverletzungen durch Behörden auf Bundes- und Landesebene.

## Ehrungen und Auszeichnungen
- 2016: Großes Verdienstkreuz mit Stern und Schulterband des Verdienstordens der Bundesrepublik Deutschland[6][7]
- 2021: Wilhelm-Leuschner-Medaille des Landes Hessen[8]